# Лівий Ик
Лівий Ик (рос. Левый Ык) — річка в Юсьвинському районі Пермського краю (Росія), ліва притока Іньви. Довжина — менше 20 км. Впадає в Іньву менш, ніж за 1 км вище за течією, ніж Правий Ик.